# Teatro Infantil Orna Porat
El Teatro Infantil Orna Porat, (en hebreo: תיאטרון אורנה פורת לילדים) es un teatro de repertorio infantil fundado en 1970 por la ganadora del Premio Israel y actriz Orna Porat y Yigal Alón, el Ministro de Educación de la época. El teatro es el más antiguo de su tipo en Israel. Tiene su sede en la sala Yaron Yerushalmi del Centro Suzanne Dellal de Danza y Teatro de Tel Aviv.
El teatro es una organización pública sin fines de lucro, y todos sus ingresos se utilizan para mantener sus actividades y avanzar en sus diversas metas. El teatro cuenta con el apoyo del Ministerio de Educación y del municipio de Tel Aviv-Yafo. Su objetivo central es exponer al público joven al teatro, presentándole una experiencia artística, así como fomentar los valores nacionales y universales a través del encuentro con el arte.
Cada año el repertorio de 20 obras de teatro se representa en el escenario frente a 400 000 personas, en festivales, eventos y teatros, en el Estado de Israel y en el extranjero. El departamento educativo del teatro organiza los días de teatro, encuentros con artistas y autores, y talleres para niños y jóvenes. 
En 2010, el teatro inició el establecimiento del Festival Yaron - Un Mundo de Teatro, que se lleva a cabo anualmente durante las fiestas de Purim, e incluye la representación de algunas obras conocidas, y encuentros con artistas y autores de teatro. 
En 2011, el teatro se trasladó al edificio Ohel Shem situado en la calle Balfour, en Tel Aviv. El director ejecutivo del teatro es Ran Guetta y el director artístico es Yaki Mechrez.